# Liste der Monuments historiques in Le Vieux-Marché
Die Liste der Monuments historiques in Le Vieux-Marché führt die Monuments historiques in der französischen Gemeinde Le Vieux-Marché auf.

## Liste der Bauwerke
| Bezeichnung                           | Beschreibung | Standort | Kennzeichnung | Schutzstatus | Datum | Bild           |
| ------------------------------------- | ------------ | -------- | ------------- | ------------ | ----- | -------------- |
| Maison de Kergoz                      | Haus         | (Lage)   | PA22000016    | Inscrit      | 2003  | weitere Bilder |
| Kirche Notre-Dame                     |              | (Lage)   | PA00089751    | Inscrit      | 1927  | weitere Bilder |
| Dolmen de la Chapelle des Sept-Saints |              | (Lage)   | PA00089750    | Classé       | 1889  | weitere Bilder |
| Kapelle und Kreuz                     |              | (Lage)   | PA00089749    | Inscrit      | 1964  | weitere Bilder |
| Kapelle der sieben Heiligen           |              | (Lage)   | PA00089748    | Classé       | 1956  | weitere Bilder |

## Liste der Objekte

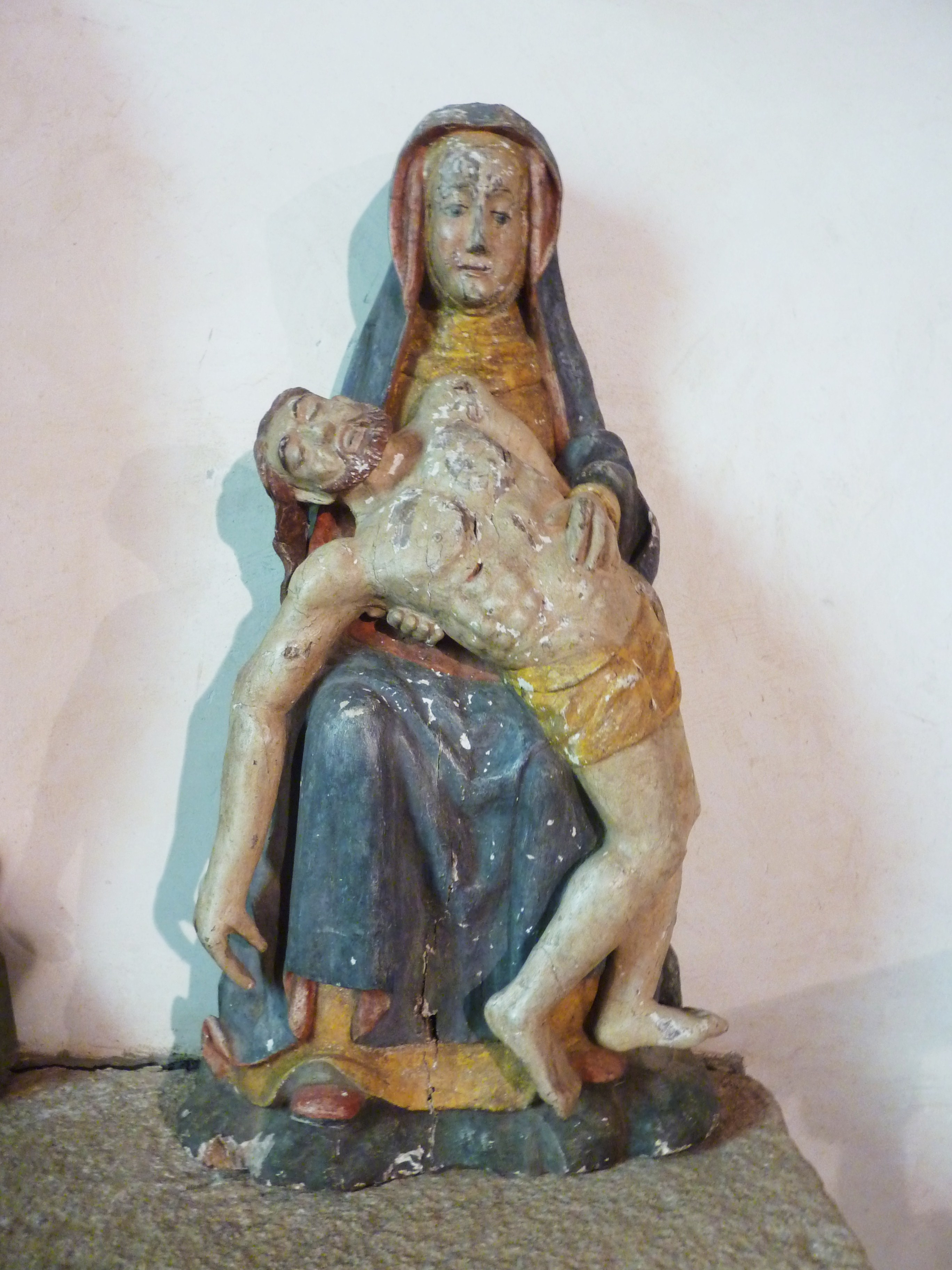
Pietà (16. Jahrhundert) in der Kapelle der sieben Heiligen

- Monuments historiques (Objekte) in Le Vieux-Marché in der Base Palissy des französischen Kultusministeriums